# Lago Baberow
El lago Baberow (en alemán: Baberowsee) es un lago situado junto a la ciudad de Kagel, en el distrito rural de Oder-Spree, en el estado de Brandeburgo (Alemania); tiene una profundidad máxima de 5.5 metros.